# Monheim, Schwaben
Monheim är en stad i Landkreis Donau-Ries i Regierungsbezirk Schwaben i förbundslandet Bayern i Tyskland.
Staden ingår i kommunalförbundet Monheim tillsammans med kommunerna Buchdorf, Daiting, Rögling och Tagmersheim.